# Colostygia correlata
Colostygia correlata är en fjärilsart som beskrevs av W. Warren 1901. Colostygia correlata ingår i släktet Colostygia och familjen mätare. Inga underarter finns listade i Catalogue of Life.